# Lista de assassinos em série por número de vítimas
Um assassino em série ou assassino serial (também conhecido pelo nome em inglês, serial killer) é um assassino que mata ao menos duas pessoas (ou três, segundo alguns especialistas) usando o mesmo modus operandi. 

A criminóloga brasileira Ilana Casoy escreve em seu livro Serial Killer: louco ou cruel?, na página 18, que: 
O termo teria sido usado pela primeira vez em meados de 1970 por Robert Ressler, agente aposentado do FBI.

## Assassinos em série por número de vítimas

### Assassinos em série com o maior número de vítimas (31 ou mais)
Esta parte da lista contém assassinos em série onde foi provado em tribunal terem cometido assassínios de pelo menos 31 vítimas, tendo atuado sozinhos. Excluem-se profissionais de cuidados médicos e assassinos contratados.
| Nome                   | País                    | Anos em atividade | Vítimas provadas em tribunal | Vítimas possíveis | Notas |
| ---------------------- | ----------------------- | ----------------- | ---------------------------- | ----------------- | --- |
| Luis Garavito          | Colômbia                | 1992 a 1999       | 130                          | 300+              | Conhecido como "La Bestia". |
| Harold Shipman         | Reino Unido             | 1975 a 1998       | 218                          | 250+              | Conhecido como o "Doutor da Morte". Enforcou-se na prisão. |
| Miyuki Ishikawa        | Japão                   | Anos 1940         | 103+                         | 169               | |
| Arnfinn Nesset         | Noruega                 | 1983 e antes      | 22                           | 27–138+           | |
| Marcel Petiot          | França                  | 1926 a 1944       | 26                           | 63                | |
| Donald Harvey          | Estados Unidos          | 1970 a 1987       | 37                           | 57–87             | |
| Mikhail Popkov         | Rússia                  | 1992 a 2010       | 78                           | 83+               | Conhecido como "Lobisomem" ou "Maníaco de Angarsk". É considerado o maior serial killer da Rússia. |
| Pedro Alonso Lopez     | Colômbia, Peru, Equador | 1969 a 1980       | 110                          | 310–350+          | Conhecido como "O Monstro dos Andes". Após ter cumprido os 16 anos de pena máxima no Equador, foi libertado em 1998 e nunca mais foi visto. |
| Daniel Camargo Barbosa | Colômbia, Equador       | 1974 a 1986       | 72                           | 180               | Assassinado na prisão. |
| Pedro Rodrigues Filho  | Brasil                  | 1967 a 2003       | 71                           | 100+              | Preso em 1973 pela primeira vez e solto em 2007. Preso novamente em 2011 por porte ilegal de arma e solto em 2018. É mais conhecido como "Pedrinho Matador". Foi morto a tiros em 5 de março de 2023. |
| Javed Iqbal            | Paquistão               | 1996 a 1999       | 100                          | 100               | Violou, estrangulou e colocou ácido em várias crianças. Após ser detido, reclamou ter cometido actos em mais de 100 vítimas. Foi considerado culpado pelo assassínio de 100 crianças mas 26 foram encontradas vivas após ele se ter enforcado na prisão. |
| Gary Ridgway           | Estados Unidos          | 1982 a 2000       | 71                           | 71–90+            | É o segundo assassino em série mais letal da história dos Estados Unidos em termos de mortes confirmadas, imediatamente depois de Samuel Little. |
| Yang Xinhai            | China                   | 2000 a 2003       | 65                           | 67                | [ 17 ] |
| Samuel Little          | Estados Unidos          | 1970 a 2005       | 60                           | 93                | É considerado pelo FBI o "maior serial dos EU", superando assim seu conterrâneo Gary Ridgway. A polícia o ligou inicialmente a 50 mortes, mas na prisão ele contou que era autor de outros 43 assassinatos, detalhando vários destes crimes. Morreu na prisão em dezembro de 2020 aos 80 anos. |
| Andrei Chikatilo       | União Soviética/Ucrânia | 1978 a 1990       | 53                           | 56                | Executado em 1994. |
| Anatoly Onoprienko     | União Soviética/Ucrânia | 1989 a 1996       | 52                           | 52+               | Conhecido como "A Besta da Ucrânia". |
| Bruno Lüdke            | Alemanha                |                   | 51                           | 86                | Doente mental, foi detido após ser descoberto junto de um cadáver. A polícia nazi declarou-o mentalmente insano e remeteu-o para a prisão num hospital psiquiátrico onde foi sujeito a experiências médicas antes de ser executado em 1944. Este caso permanece controverso, dado que a única evidência que o liga a estes crimes foi uma confissão obtida através de meios fisicamente coercivos. |
| Alexander Pichushkin   | Rússia                  | 1992 a 2006       | 48                           | 61+               | [ 21 ] |
| Ahmad Suradji          | Indonésia               | 1986 a 1997       | 42                           | 70–80+            | |
| Maxim Petrov           | Rússia                  | 2000 a 2002       | 12                           | 19                | [ 22 ] |
| Moses Sithole          | África do Sul           | 1994 a 1995       | 38                           | 38+               | [ 23 ] |
| Ted Bundy              | Estados Unidos          | 1974 a 1978       | 37                           | 50+               | Executado na cadeira eléctrica em 1989. |
| Serhiy Tkach           | União Soviética/Ucrânia | 1984 a 2005       | 36                           | 80–100            | |
| Gennady Mikhasevich    | União Soviética         | 1971 a 1985       | 36                           | 38–43             | [ 27 ] |
| John Wayne Gacy        | Estados Unidos          | 1972 a 1978       | 33                           | 33                | Conhecido como "O Palhaço Assassino". Executado em 1994. |
| Vera Renczi            | Roménia                 | 1920 a 1930       | 32                           | 35                | Devido à falta de informações exatas, os crimes podem não ter acontecido na Romênia, mas na Sérvia, onde ela morava. |
| Karl Denke             | Alemanha                | 1900 a 1924       | 31                           | 40+               | |

### Assassinos com 15 a 30 vítimas
Esta parte da lista contém assassinos em série onde foi provado em tribunal terem cometido o assassinato de 15 a 30 vítimas. 
| Tiago Henrique Gomes da Rocha           | Brasil                 | 2011 a 2014 | 29    | 39      | Tiago Henrique Gomes da Rocha, o "assassino em série de Goiânia", foi condenado a mais de 680 anos de prisão por diversos crimes |
| Francisco das Chagas Rodrigues de Brito | Brasil                 | 1989 a 2004 | 28    | 42      | Condenado a um total de 580 anos e 10 meses de prisão por ter matado e emasculado 28 meninos entre 4 e 15 anos no estado do Maranhão. Também são atribuídos a ele outros casos (total seria de 42 mortes), maioria desses no Pará, porém ainda há controvérsias sobre o autor nesses casos, já que os assassinatos foram relacionados (e já julgados) a membros de uma seita que na época estava na mesma região dos casos. |
| Henry Howard Holmes                     | Estados Unidos         | 1886        | 27    | 200+    | Foi um dos primeiros assassinos em série com os seus crimes documentados. Holmes era proprietário de um hotel em Chicago que ele tinha desenhado e construído especificamente para levar a cabo os seus assassinatos. |
| Maoupa Cedric Maake                     | África do Sul          | 1996 a 1997 | 27    | 35+     | [ 31 ] |
| Juan Corona                             | Estados Unidos         | 1971        | 25    | 25+     | |
| Fritz Haarmann                          | Alemanha               | 1919 a 1924 | 24    | 27+     | Conhecido como "O Carniceiro de Hannover" e "O Vampiro de Hannover". |
| Béla Kiss                               | Hungria                | 1912 a 1916 | 24    | 24+     | [ 33 ] |
| Ronald Dominique                        | Estados Unidos         | 1997 a 2006 | 23    | 23+     | [ 34 ] |
| Gerald Stano                            | Estados Unidos         |             | 22+   | 41      | Confessou o assassínio de 41 mulheres, realizados na maioria na Flórida e New Jersey. Este caso permanece algo controverso dado que se acredita também tratar-se de um confessor em série compulsivo. |
| Earle Nelson                            | Estados Unidos         | 1926 a 1927 | 22    | 25      | |
| Vasile Tcaciuc                          | Roménia                | 1917 a 1935 | 21    | 26+     | Confessou ter cometido pelo menos 26 assassínios. |
| Yoo Young-chul                          | Coreia do Sul          | 2003 a 2004 | 21    | 26      | [ 36 ] |
| Patrick Kearney                         | Estados Unidos         | 1965 a 1977 | 21    | 28      | [ 37 ] |
| Sergei Ryakhovsky                       | União Soviética/Rússia | 1988 a 1993 | 19+   |         | [ 38 ] |
| Paul John Knowles                       | Estados Unidos         | 1974        | 18    | 35      | |
| Huang Yong                              | China                  |             | 17    | 25      | |
| Albino Santos de Lima                   | Brasil                 | 2019 a 2024 | 18    |         | Condenado a 37 anos de prisão; também conhecido como "Serial killer de Alagoas", é o maior assassino em série do estado e um 10 maiores do Brasil. |
| Joel Rifkin                             | Estados Unidos         | 1989 a 1993 | 17    | 17      | [ 41 ] |
| Jeffrey Dahmer                          | Estados Unidos         | 1978 a 1991 | 17    | 17      | Assassinado na prisão. |
| Donato Bilancia                         | Itália                 | 1997 a 1998 | 17    | 17      | |
| Randy Steven Kraft                      | Estados Unidos         | 1969 a 1983 | 16    | 65–100  | [ 42 ] |
| Mohammed Bijeh                          | Irão                   | 2004        | 16    | 20      | [ 43 ] |
| Sipho Thwala                            | África do Sul          | 1996 a 1997 | 16    | 19      | [ 44 ] |
| Elias Xitavhudzi                        | África do Sul          |             | 16    | 16      | Enforcado em 14 de novembro de 1960. |
| Jimmy Maketta                           | África do Sul          |             | 16    | 16      | |
| Jack Mogale                             | África do Sul          | 2008 a 2009 | 16    | 16      | |
| Robert Lee Yates                        | Estados Unidos         | 1975 a 1998 | 16    | 16      | |
| Michel Fourniret                        | França                 | 1987 a 2001 | 16    | 3       | Conhecido como "A Besta de Ardennes". |
| The Monster of Florence                 | Itália                 | 1968 a 1985 | 16    |         | [ 45 ] |
| Waltraud Wagner                         | Áustria                | 1983 a 1989 | 15    | 49–200+ | |
| Charles Cullen                          | Estados Unidos         | 1988 a 2003 | 18–29 | 35–40+  | [ 46 ] |
| Charles Ray Hatcher                     | Estados Unidos         | 1969 a 1982 | 16    |         | [ 47 ] |
| Jose Antonio Rodriguez Vega             | Espanha                | 1987 a 1988 | 16    |         | Conhecido como "El Mataviejas". |
| Robert Hansen                           | Estados Unidos         | 1980 a 1983 | 15    | 21      | |
| Angel Maturino Resendiz                 | Estados Unidos         |             | 15    | 18      | Conhecido como "O Assassino dos Caminhos de Ferro" |
| Dennis Nilsen                           | Reino Unido            | 1978 a 1983 | 15    | 15–16   | [ 51 ] |
| Elifasi Msomi                           | África do Sul          |             | 15    | 15      | Enforcado em 1956. |

### Assassinos em série com menos de 15 vítimas
Esta parte da lista contém assassinos em série onde foi provado em tribunal terem cometido o assassinato entre 2 e 14 pessoas.
| Nome                             | País                                     | Anos em atividade | Vítimas provadas | Vítimas possíveis | Notas |
| -------------------------------- | ---------------------------------------- | ----------------- | ---------------- | ----------------- | --- |
| William Bonin                    | Estados Unidos                           | 1979 a 1980       | 14               | 21+               | Conhecido como o "Assassino da Autoestrada" foi executado por injeção letal em 1996. |
| Zdzisław Marchwicki              | Polónia                                  | 1964 a 1970       | 14               | 21+               | Conhecido como "Vampiro da Silésia", assassinou 14 mulheres entre 1964 e 1970 na região da Polónia da Alta Silésia. Foi executado em 1977. |
| Assassino do Tronco de Cleveland | Estados Unidos                           | 1934 a 1938       | 13               | 40+               | Assassino em série não identificado. Conhecido como "O Carniceiro louco de Kingsbury Run". |
| Kaspars Petrovs                  | Letónia                                  | 2003              | 13               | 38+               | Confessou ter estrangulado 38 idosas de Riga, Latvia, mas a imprensa reporta que ele pode ter matado mais de 100 pessoas. |
| Richard Ramirez                  | Estados Unidos                           | 1984 a 1985       | 13               | 20                | Assassinou 13 pessoas entre 28 de junho de 1984 e 24 de agosto de 1985 em Los Angeles. Conhecido como "Night Stalker." |
| Peter Sutcliffe                  | Reino Unido                              | 1975 a 1980       | 13               | 15                | Assassinou 13 mulheres entre 30 de outubro de 1975 e 17 de novembro de 1980, principalmente em Yorkshire. Conhecido como "O Estripador de Yorkshire". |
| Joseph James DeAngelo            | Estados Unidos                           | 1979 a 1986       | 13               | 13+               | Preso em 2018 por 13 homicídios e 13 raptos para cometer roubos (62 crimes de violação e rapto já tinham prescrevido), após sua identidade ser desconhecida da polícia por mais de 30 anos. |
| Herbert Mullin                   | Estados Unidos                           | 1972 a 1973       | 13               | 13                | |
| Albert DeSalvo                   | Estados Unidos                           | 1962 a 1964       | 13               |                   | Também conhecidos como Estrangulador de Boston, alguns acreditam que pode ter havido mais de um criminoso agindo na região à epoca. |
| Vasiliy Kulik                    | União Soviética                          | 1984 a 1986       | 13               |                   | Conhecido como "O Monstro de Irkutsk". |
| Thozamile Taki                   | África do Sul                            | 2007              | 13               |                   | Conhecido como "O Assassino da Cana de açúcar". |
| David Parker Ray                 | Estados Unidos                           | 1950 a 1999       | 12               | 60                | Assassino que torturava também as suas vítimas, tinha provavelmente a ajuda de vários cúmplices, incluindo também sua namorada. Os seus alvos eram provenientes da localidade de Truth or Consequences no Novo México. Foi considerado culpado do assassínio de 14 vítimas e suspeito de um total de 60 mortes. Conhecido como o "Toybox Killer", devido a utilizar um contentor móvel localizado no exterior da sua casa para a prática de tortura, violação e assassínio de várias mulheres. |
| William Suff                     | Estados Unidos                           | 1974 a 1992       | 12               | 22                | |
| Maury Travis                     | Estados Unidos                           | 2000 a 2002       | 12               | 17                | Cometeu suicídio na prisão. |
| Kenneth Bianchi                  | Estados Unidos                           | 1977 a 1978       | 12               | 15                | Condenado pelo estrangulamento de 12 mulheres com idades entre 12 e 28 anos. |
| Herb Baumeister                  | Estados Unidos                           |                   | 11–16            | 25+               | Cometeu suicídio quando foi detido. |
| Henri Désiré Landru              | França                                   | 1914 a 1918       | 11               | Desconhecido      | Sentenciado a pena de morte por decapitação. |
| Anthony Sowell                   | Estados Unidos                           | 2007 a 2009       | 11               | Desconhecido      | |
| Henry Lee Lucas                  | Estados Unidos                           | 1960 a 1983       | 11               | 213               | Confessou os assassínios de pelo menos 600 vítimas mas mais tarde desmentiu, criando assim a suspeita de ter mentido sobre a maioria dos seus crimes. Os investigadores do caso concluiram existir uma ligação de 81 assassínios à dupla de Lucas com Ottis Toole. |
| Sergey Golovkin                  | União Soviética/Rússia                   | 1986 a 1992       | 11               | 40+               | [ 61 ] |
| Jack Unterweger                  | Áustria, Estados Unidos, República Checa | 1974 a 1992       | 11               | 15                | Enforcou-se em 1994 depois de condenado a prisão perpétua. |
| Arthur Shawcross                 | Estados Unidos                           | 1972 a 1989       | 11               | 12+               | Um de seus possíveis homicídios dos 12 não lhe foi atribuído por falta de provas. |
| Carlos Eduardo Robledo Puch      | Argentina                                | 1971 a 1972       | 11               | 12                | Foi condenado a prisão perpétua onde está até hoje. |
| Francisco Garcia Escalero        | Espanha                                  | 1987 a 1994       | 11               | 11+               | |
| Nannie Doss                      | Estados Unidos                           | 1927 e 1954       | 11               | 11                | |
| Clifford Olson                   | Canadá                                   | 1980 a 1981       | 11               | 11                | Morreu em 30 de setembro de 2011. |
| Benjamin Atkins                  | Estados Unidos                           | 1991 a 1992       | 11               | 11                | |
| John Justin Bunting              | Austrália                                | 1992 a 1999       | 11               | 11                | |
| Edmund Kemper                    | Estados Unidos                           | 1964 a 1973       | 10               | 10                | De físico (2,06 m de altura) e intelecto avançado QI de 145, matou até membros da família. |
| Dennis Rader                     | Estados Unidos                           | 1974 a 2004       | 10               | 10                | Conhecido como o "Assassino BTK" ("BTK" significa "Bind, Torture, Kill" - em português "Amarrar-Torturar-Matar". |
| Lonnie David Franklin, Jr.       | Estados Unidos                           | 1985 a 2007       | 10               | 11                | |
| Robert Joe Wagner                | Austrália                                | 1992 a 1999       | 10               | 10                | |
| Henry Louis Wallace              | Estados Unidos                           | 1990 a 1994       | 10               | 10                | Confessou 10 assassínios em Charlotte, Carolina do Norte, entre 1990 e 1994. |
| Angelo Buono                     | Estados Unidos                           | 1977 a 1978       | 10               | 10                | Condenado pelo estrangulamento de 10 mulheres. Morreu em 2002 devido a uma ataque cardíaco. |
| Charlene Gallego                 | Estados Unidos                           | 1978 a 1980       | 10               | 10                | 10 assassínios em Sacramento, Califórnia, entre 1978 e 1980 com a cumplicidade do seu marido, Gerald Gallego. |
| David Randitsheni                | África do Sul                            | 2004 a 2008       | 10               | 10+               | Enforcou-se 3 semanas após a sua condenação. |
| Peter Kürten                     | Alemanha                                 | 1929              | 9                | 79                | Conhecido como "O Vampiro de Düsseldorf". Executado na guilhotina em 1931, tinha 48 anos. |
| Francis Heaulme                  | França                                   | 1984 a 1992       | 9                | 20                | [ 64 ] |
| Dagmar Overbye                   | Dinamarca                                | 1913 a 1920       | 9                | 15                | Assassinou entre 9 e 25 crianças, uma delas seu filho. |
| Timothy Krajcir                  | Estados Unidos                           | 1977 a 1982       | 9                | 9                 | |
| Ondrej Rigo                      | Eslováquia                               | 1990 a 1992       | 9                | 9                 | |
| Takahiro Shiraishi               | Japão                                    | 2017              | 9                | 9                 | Também conhecido como o Assassino do Twitter, estrangulou e desmembrou 9 pessoas em Tóquio e outras quatro cidades de agosto a outubro de 2017. |
| Norman Afzal Simons              | África do Sul                            | 1986 a 1994       | 9                | 22                | [ 66 ] |
| Thomas Quick                     | Suécia                                   |                   | 8                | 30+               | |
| Joseph Paul Franklin             | Estados Unidos                           |                   | 8                | 15+               | |
| Peter Manuel                     | Reino Unido                              |                   | 8                | 18                | |
| Marcelo Costa de Andrade         | Brasil                                   | 1991              | 8                | 14                | Conhecido como Vampiro de Niterói |
| Christopher Wilder               | Estados Unidos                           |                   | 8                | 13+               | |
| Kendall Francois                 | Estados Unidos                           |                   | 8                | 9                 | |
| Eric Edgar Cooke                 | Austrália                                |                   | 8                | 8                 | Enforcado em 26 de outubro de 1964. |
| Michael Bruce Ross               | Estados Unidos                           |                   | 8                | 8                 | |
| Marybeth Tinning                 | Estados Unidos                           |                   | 8                | 8                 | Sufocou 8 dos seus 9 filhos durante os anos 1970. |
| Christopher Mhlengwa Zikode      | África do Sul                            | 1993 a 1995       | 8                | 18                | |
| Sean Vincent Gillis              | Estados Unidos                           | 1994 a 2004       | 8                |                   | [ 68 ] [ 69 ] [ 70 ] |
| Ivan Marko Milat                 | Austrália                                | 1990s             | 7                | 23–37             | |
| José Paz Bezerra                 | Brasil                                   | 1966 a 1971       | 7                | 24                | Conhecido como O Monstro do Morumbi |
| Derrick Todd Lee                 | Estados Unidos                           |                   | 7                | 10                | |
| Francisco de Assis Pereira       | Brasil                                   | 1997 a 1998       | 7                | 11                | Conhecido como "O Maníaco do Parque". |
| Doug Clark                       | Estados Unidos                           |                   | 7                | 8+                | |
| Paulo Sérgio Guimarães da Silva  | Brasil                                   | 1998 a 1999       | 7                | 7                 | Conhecido como "O Maníaco do Cassino". |
| Václav Mrázek                    | Chéquia                                  | 1951 a 1956       | 7                | 7                 | Assassinou 7 mulheres em Chomutov. Executado em 1957. |
| Paul Dennis Reid                 | Estados Unidos                           | 1997              | 7                | 7                 | |
| Giovanna Bonanno                 | Itália                                   | 1600s             | 6                | 6+                | |
| Jack the Stripper                | Reino Unido                              | 1964 a 1965       | 6                | 8                 | Permanece por identificar. |
| Dennis Nilsen                    | Reino Unido                              | 1978 a 1983       | 6                | 15–16             | Foi condenado por apenas seis mortes e uma tentativa. |
| John Wayne Glover                | Austrália                                |                   | 6                | 13                | Conhecido como "The Granny Killer", os seus alvos eram mulheres idosas. Suicidou-se em 2005. |
| James Miller                     | Austrália                                |                   | 6                | 7                 | Morreu em 2008. |
| Richard Chase                    | Estados Unidos                           |                   | 6                | 6                 | Conhecido como o "Vampiro de Sacramento", por beber o sangue das suas vítimas e comer os seus órgãos. |
| David Berkowitz                  | Estados Unidos                           |                   | 6                | 6                 | Conhecido como o "Filho de Sam". |
| Aleksandr Rubel                  | Estónia                                  |                   | 6                | 6                 | Foi libertado em 8 de junho de 2006. |
| András Pándy                     | Bélgica                                  |                   | 6                | 6                 | Condenado a prisão perpétua em 2002. |
| Dayton Leroy Rogers              | Estados Unidos                           | 1983 a 1987       | 6                | 6                 | |
| Aileen Wuornos                   | Estados Unidos                           | 1989 a 1990       | 6                | 8+                | |
| Assassino da I-70                | Estados Unidos                           | 1992              | 6                | 6                 | Permanece por identificar; foi assim chamado porque matou pessoas perto da 1-70. |
| Adimar Jesus da Silva            | Brasil                                   | 2009 a 2010       | 6                | 6                 | Se enforcou na prisão em janeiro de 2010 poucos dias depois de preso. |
| Carl Panzram                     | Estados Unidos                           | 1915 a 1929       | 5                | 22                | Numa autobiografia póstuma, ele revelou ter cometido, entre 1920 e 1928, mais de 22 assassínios e sodomizado mais de 1000 rapazes jovens. Enforcado em 5 de setembro de 1930. |
| Gary Evans                       | Estados Unidos                           | 1985 a 1998       | 5–8              |                   | |
| Richard Cottingham               | Estados Unidos                           | 1977 a 1980       | 5                | 85–100            | |
| Joe Ball                         | Estados Unidos                           | 1936 a 1938       | 5                | 5–20              | Conhecido como "Homem Crocodilo". Cometeu suicídio, quando agentes da policia aparecerem para interrogá-lo. |
| John Floyd Thomas                | Estados Unidos                           |                   | 5                | 17–25             | |
| Hubert Pilčík                    | Chéquia                                  | 1948 a 1951       | 5                | 10+               | |
| William Patrick Fyfe             | Canadá                                   |                   | 5                | 9                 | |
| David Maust                      | Estados Unidos                           |                   | 5                | 9                 | Suicidou-se na prisão em 2006. |
| Danny Rolling                    | Estados Unidos                           |                   | 5                | 8                 | Conhecido como "Estripador de Gainesville". Foi executado em 6 de outubro de 2006. |
| Vincent Johnson                  | Estados Unidos                           |                   | 5                | 6                 | Conhecido como "O Estrangulador de Brooklyn". |
| Steve Wright                     | Reino Unido                              |                   | 5                | 5–22              | |
| Ian Brady e Myra Hindley         | Reino Unido                              |                   | 5                | 5+                | |
| Caroline Grills                  | Austrália                                |                   | 5                | 5                 | |
| William MacDonald                | Austrália                                |                   | 5                | 5                 | |
| John List                        | Estados Unidos                           |                   | 5                | 5                 | Em 9 de novembro de 1971, assassinou metodicamente a sua família inteira: a sua mulher Helen de 45 anos, a sua mãe Alma de 84 e os seus três filhos: Patricia com dezesseis anos, John Jr. de 15 e Frederick de 13. Fugiu e foi capturado somente 18 anos depois. |
| Harry Powers                     | Estados Unidos                           |                   | 5                | 2                 | |
| Luiz Baú                         | Brasil                                   | 1974 a 1980       | 5                |                   | Assassinou quatro crianças e um idoso entre 1974 e 1980 em Itatiba do Sul e Erechim. |
| Robert Maudsley                  | Reino Unido                              | 1974 a 1978       | 4                | 4                 | Foi a inspiração para a criação do personagem Hannibal Lecter. |
| Arnold Sodeman                   | Austrália                                |                   | 4                | 4                 | Enforcado em 1936. |
| Lee Roy Martin                   | Estados Unidos                           | 1967 a 1968       | 4                | 4                 | Também conhecido como o Estrangulador de Gaffney. Foi morto na prisão em maio de 1972, quando cumpria prisão perpétua. |
| Leonard Fraser                   | Austrália                                |                   | 4                | 7                 | Morreu na prisão em 1 de janeiro de 2007. |
| Jozef Slovák                     | Eslováquia                               |                   | 4                | 4+                | |
| Gordon Cummins                   | Reino Unido                              |                   | 4                | 4                 | |
| Marc Sappington                  | Estados Unidos                           |                   | 4                | 4                 | |
| James Vlassakis                  | Austrália                                |                   | 4                | 4                 | |
| Peter Woodcock                   | Canadá                                   |                   | 4                | 4                 | |
| Lam Kor-wan                      | Hong Kong                                |                   | 4                | 4                 | Famoso por guardar partes dos corpos das vítimas em casa dos pais. |
| Kathleen Folbigg                 | Austrália                                |                   | 4                | 4                 | |
| Jerry Brudos                     | Estados Unidos                           |                   | 4                | 4                 | Tinha um fetiche por sapatos de mulher e vestia a roupa interior das suas vítimas. |
| Miguel Rivera                    | Estados Unidos                           |                   | 4                | 4                 | Conhecido como "Charlie Chop-Off". |
| Tsutomu Miyazaki                 | Japão                                    |                   | 4                | 4                 | Bebia o sangue das suas vítimas e comia as suas mãos. |
| Deise de Moura dos Anjos         | Brasil                                   | 2024              | 4                | 4                 | Entre agosto e dezembro de 2024, matou quatro pessoas da família usando veneno. |
| Gordon Northcott                 | Estados Unidos                           |                   | 3                | 17                | |
| Stephen Griffiths                | Reino Unido                              |                   | 3                | 14                | Autointitulava-se "Crossbow Cannibal". |
| Peter Tobin                      | Reino Unido                              |                   | 3                | 13+               | |
| Dorothea Puente                  | Estados Unidos                           |                   | 3                | 9–25              | |
| Theodore Kaczynski               | Estados Unidos                           |                   | 3                | 8                 | |
| Michael Gargiulo                 | Estados Unidos                           |                   | 3                | 6                 | Conhecido como "Chiller Killer" ficou famoso pelo assassinato de Ashley Ellerinda, ex-namorada de Ashton Kutcher. |
| Peter Dupas                      | Austrália                                |                   | 3                | 6                 | |
| Paul Kenneth Bernardo            | Canadá                                   |                   | 3                | 5                 | |
| Paul Denyer                      | Austrália                                |                   | 3                | 5                 | |
| Bendali Debs                     | Austrália                                |                   | 3                | 5                 | |
| Westley Allan Dodd               | Estados Unidos                           |                   | 3                | 3+                | |
| Robert Napper                    | Reino Unido                              |                   | 3                | 3                 | |
| Charles Albright                 | Estados Unidos                           |                   | 3                | 3                 | |
| Bible John                       | Reino Unido                              |                   | 3                | 3                 | |
| Leonarda Cianciulli              | Itália                                   | 1940              | 3                |                   | |
| William Heirens                  | Estados Unidos                           |                   | 3                | 3                 | |
| John Joubert                     | Estados Unidos                           |                   | 3                | 3                 | |
| Altemio Sanchez                  | Estados Unidos                           |                   | 3                | 3                 | |
| Karl F. Warner                   | Estados Unidos                           |                   | 3                | 3                 | |
| Eddie Leonski                    | Austrália                                |                   | 3                | 3                 | Enforcado em 1942. |
| Levi Bellfield                   | Reino Unido                              | 2001 a 2004       | 3                | 3+                | Também chamado Yusuf Rahim, cumpre prisão perpétua. |
| Robert Tyrone Hayes              | Estados Unidos                           | 2005 a 2006       | 3                | 4                 | Também chamado de Serial Killer de Daytona Beach, foi preso em setembro de 2019 após exames de DNA o ligarem aos crimes Nota: Leia o artigo Daytona Beach Killer na Wikipédia em inglês |
| Dyonathan Celestrino             | Brasil                                   | 2008              | 3                | 3                 | Também conhecido como o Maníaco da Cruz |
| José Tiago Correia Soroka        | Brasil                                   | 2021              | 3                | 3                 | Também algumas vezes chamado de "Coringa"; condenado em julho de 2022 |
| Billy Gohl                       | Estados Unidos                           | 1900 a 1910       | 2                | 40+               | |
| Ed Gein                          | Estados Unidos                           | 1954 a 1957       | 2                | 8                 | [ 81 ] |
| Gerard Schaefer                  | Estados Unidos                           | 1965 a 1972       | 2                | 30+               | Foi morto na prisão em 1995 |
| Shirley Winters                  | Estados Unidos                           | 1979 a 2007       | 2                | 10                | |
| Reuben J. Smith                  | Estados Unidos                           | 1987 a 1989       | 2                | 2                 | Suicidou-se na prisão em 1999 |
| Samuel Smithers                  | Estados Unidos                           | 1996              | 2                | 2                 | A história de Samuel L. Smithers, que chegou a ser diácono, virou episódio da Investigação Discovery (aqui) |
| Glen Rogers                      | Estados Unidos                           | 1993 a 2000       | 2                | 70+               | [ 84 ] |
| Ian Huntley                      | Reino Unido                              | 2002              | 2                | 2                 | Condenado pela morte de duas meninas. |

## Grupos e duplas
Esta parte da lista contém assassinos em série que atuaram em dupla ou em grupo. Excluem-se profissionais de cuidados médicos e assassinos contratados.
| Nome                                                    | País           | Anos em atividade         | Vítimas provadas | Vítimas possíveis | Notas |
| ------------------------------------------------------- | -------------- | ------------------------- | ---------------- | ----------------- | --- |
| Delfina e María de Jesús González                       | México         | 1955 a 1964               | 91               | 91+               | Duas irmãs, donas de um bordel no México, contrataram numerosas prostitutas e assassinaram pelo menos 80, depois de passados anos as considerarem velhas demais para o serviço. Também mataram 11 homens e vários fetos. |
| Susi Olah e Julia Fazekas                               | Hungria        | 1.ª Guerra Mundial a 1929 | 50               | 300+              | Envenenaram as suas vítima na área de Tiszaug. |
| Dean Corll                                              | Estados Unidos | 1970 a 1973               | 27–28            | 29+               | Conhecido como "O Homem das Guloseimas", devido ao seu hábito de oferecer guloseimas a crianças da escola que se situava próxima da empresa familiar. Sequestrava jovens rapazes de áreas pobres de Houston com a ajuda de 2 cúmplices e utilizava uma carrinha onde os violava e torturava. Acabou por ser morto por um dos seus jovens cúmplices, após uma disputa numa festa.                                                                           |
| Igor Suprunyuck e Viktor Sayenko                        | Ucrânia        | 2007                      | 21               | 21                | Em 2007, estes dois jovens de 19 anos de Dnepropetrovsk, Ucrânia, cometeram os seus crimes no espaço de um mês. Um dos assassínios foi gravado através da câmara de um telemóvel e exposto na Internet. Suprunyuck, o líder, foi considerado culpado de todos os 21 assassínios, enquanto Sayenko foi culpado de 18. Ambos receberam sentença de prisão perpétua.                                                                                          |
| Surender Koli e Moninder Singh Pandher                  | Índia          |                           | 19               | 30+               | Entre 2005 e 2006, o empresário Moninder Singh Pandher e a sua empregada doméstica Surender Koli, raptaram, violaram, assassinaram e desmembraram 19 vítimas, a maioria crianças. Foram considerados culpados dos seus crimes em tribunal. |
| Vladislav Volkovich e Volodymyr Kondratenko             | Ucrânia        |                           | 16               | 20+               | Conhecidos como os Assassinos Noturnos ou Nighttime Killers. |
| Fred West e Rosemary West                               | Reino Unido    | 1967 a 1987               | 12               | 20                | Os seus alvos preferenciais eram mulheres jovens mas foram também considerados culpados do assassínio de uma das suas filhas e de terem violado uma outra. Sepultavam as vítimas nas imediações da sua casa. Pouco antes de se suicidar, Fred West afirmou existirem mais vítimas por identificar. |
| Leonard Lake e Charles Ng                               | Estados Unidos | 1982 a 1985               | 11               | 25                | Sequestravam mulheres e as usavam como escravas sexuais. Depois as assassinavam, juntamente com qualquer homem, mulher ou criança que se atravessasse no seu caminho. Lake cometeu suicídio no momento da sua detenção, mas Ng foi mais tarde considerada culpada do assassínio de 11 vítimas. Supõe-se que entre 1982 e 1985, Lake e Ng sequestraram e mataram 25 vítimas, após evidências encontradas de restos humanos no rancho de Lake na Califórnia. |
| José Ramos, Catarina Palse e Carlos Claussner           | Brasil         | 1863 e 1864               | 9                | 9                 | Os acusados atraiam as vítimas para matá-las e, provavelmente, se desfaziam de partes dos corpos produzindo linguiças de carne humana pra serem vendidas em um açougue da cidade de Porto Alegre. |
| Francisco de Assis Pereira da Costa e Maria dos Aflitos | Brasil         | 2024 a 2025               | 8                | 8                 | Mataram sete membros da família e uma vizinha. |
| Gert van Rooyen e Joey Haarhof                          | África do Sul  |                           | 6                | 8                 | As suas vítimas nunca foram encontradas. A dupla matou um polícia com uma pistola e mais tarde suicidaram-se perto do momento da sua detenção, após uma das suas vítimas ter conseguido escapar de ser sequestrada e os denunciar. |
| David e Catherine Birnie                                | Austrália      |                           | 4                | 4–8               | Casal australiano que violou e assassinou 4 mulheres em sua casa e tentou matar uma 5ª em Perth, em 1986. Ambos receberam sentenças de 4 prisões perpétuas consecutivas. David Birnie enforcou-se na prisão em 7 de outubro de 2005. |
| Marc Dutroux, Michelle Martini e Michel Lelièvre        | Bélgica        | 1980 a 1996               | 4                | 4+                | Michelle, esposa de Marc, deixou ao menos duas vítimas morrerem de fome, enquanto ele estava preso por roubo. Marc, além de assassino, estuprou ao menos outras 4 vítimas. Está preso em prisão perpétua. Michelle e MIchél obtiveram a condicional. |
| Gordon Northcott e Sarah Louise Northcott               | Estados Unidos | 1926 a 1928               | 3                | 3+                | [ 91 ] |

## Na área da saúde (profissionais e impostores)
| Nome                          | País           | Anos em atividade | Vítimas provadas | Vítimas possíveis | Notas |
| ----------------------------- | -------------- | ----------------- | ---------------- | ----------------- | --- |
| Harold Shipman                | Reino Unido    | 1975 a 1998       | 218              | 250+              | Enforcou-se na prisão. |
| Miyuki Ishikawa               | Japão          | Anos 1940         | 103+             | 169               | [ 92 ] |
| Arnfinn Nesset                | Noruega        | 1983 e antes      | 22               | 27–138+           | |
| Charles Cullen                | Estados Unidos | 1988 a 2003       | 18–29            | 35–40+            | [ 46 ] |
| Waltraud Wagner               | Áustria        | 1983 a 1989       | 15               | 49–200+           | |
| Maxim Petrov                  | Rússia         | 2000 a 2002       | 12               | 19                | [ 22 ] |
| Petr Zelenka                  | Chéquia        | 2006              | 7                | 21                | |
| Orville Lynn Majors           | Estados Unidos | 1993 a 1995       | 6                | 130               | |
| Niels Högel                   | Alemanha       | 1999 a 2005       | 6                | 106               | Sentenciado a prisão perpétua por assassinar seis pacientes através de injeção letal e ter confessado o assassínio de pelo menos 30. A investigação policial atribui pelo menos 90 mortes com 41 ainda por esclarecer. |
| Amy Archer-Gilligan           | Estados Unidos | 1910 a 1917       | 5                | 48+               | Morreu num hospital psiquiátrico em 1962. |
| Kristen Gilbert               | Estados Unidos | 1990 a 1996       | 5                | 70+               | |
| Irene Leidolf                 | Áustria        | 1983 a 1989       | 5                | 49–200            | |
| Gwendolyn Graham e Cathy Wood | Estados Unidos | 1987              | 5                | 5                 | Enfermeiras que assassinaram 5 mulheres idosas em Grand Rapids, Michigan. |
| Aino Nykopp-Koski             | Finlândia      | 2004 a 2009       | 5                | 5                 | Enfermeira que assassinou na Finlândia 5 pacientes idosos, usando sedativos e opiáceos. |
| Michael Swango                | Estados Unidos | 1981 a 1997       | 4                | 35–60+            | |
| Abraão José Bueno             | Brasil         | 2005              | 4                | 4                 | Matou bebês e crianças. |
| Marie Fikáčková               | Chéquia        | 1957 a 1960       | 2                | 10+               | Enfermeira que assassinou pelo menos 2 recém-nascidos e agrediu fisicamente um número desconhecido de outras vítimas. Foi executada em 1961.                                                                           |